# Kateřina Fričová
Kateřina Fričová (28. listopadu 1953 – 24. července 2024) byla česká mediální manažerka, která postupně působila ve vedení tří nejvýznamnějších českých televizí – TV Nova, Prima a České televize. Mimo tyto stanice se angažovala též v managementu rádií Frekvence 1 a Evropa 2 a v menším projektu teleshoppingové Top TV.

## Vzdělání a kariéra
Kateřina Fričová působila v mediálním managementu v době zásadních změn na českém mediálním trhu – vzniku prvních soukromých rozhlasových a televizních stanic po pádu komunistického režimu a první televizní digitalizace na počátku 21. století, spojené mj. s rozšířením programové nabídky o menší tematické stanice.

### 80. léta a 90. léta
Absolvovala Filmovou a televizní akademii Akademie múzických umění v Praze (FAMU), obor produkce. V úplných počátcích své kariéry pracovala v redakci časopisu Květy, na počátku 80. let pak nastoupila do Československé televize, kde postupně pracovala jako asistentka produkce, od roku 1990 jako vedoucí výroby a nakonec jako provozní vedoucí Objektu Televizních novin.
Od roku 1993 se podílela na vzniku první komerční celoplošné TV Nova, kam podle svých slov přivedla z tehdy již veřejnoprávní ČT dalších cca 150 lidí. V nové televizi zodpovídala za výrobu a techniku. Na svého tehdejšího nadřízeného Vladimíra Železného vzpomínala jako na inspirativní osobnost schopnou sebereflexe, asi tři roky po svém nástupu ale podle ní začal chod TV Nova příliš připomínat továrnu. Na přelomu let 1997 a 1998 tak Fričová přešla během 5 let do v pořadí již třetí televize: Investiční a poštovní banka ji během předcházejícího podzimu nabídla pozici ředitelky tehdy expandující TV Prima, ke které IPB v té době držela vysílací licenci. Televizi, jejíž signál začala i sama Fričová přijímat jen několik měsíců před svým nástupem do funkce, se během vedení Fričové zvýšila více než dvojnásobně sledovanost na cca 17 procent a příjmy z reklamy se televizi zdesetinásobily. Během působení Fričové začal v TV Prima např. působit moderátor Jan Kraus, v programu se též objevily dlouho nevysílané československé seriály. O odchodu Fričové z funkce ředitelky Primy informovala ČTK na konci října 2000.
Mediální analytik Milan Šmíd na svém osobním webu vyjádřil domněnku, že působení Fričové ve vedení TV Prima mohlo být součástí oboustranně výhodné spolupráce mezi touto televizí a konkurenční Novou. V roce 1997 (po neúspěšné snaze Primy konkurovat Nově např. s pomocí komerčně úspěšných filmů typu Zachraňte Willyho a Amadeus nebo větším důrazem na zpravodajství) obě televize spolupracovaly např. na nákupech vysílacích práv k filmům a sportovním přenosům, v prosinci 1997 pak Fričová podle Šmídovy teorie nastoupila do vedení TV Prima jako osoba blízká Vladimíru Železnému s cílem stabilizovat televizi ve finančně problematické situaci (a zabránit prodeji Primy nějaké významné zahraniční společnosti, která by mohla mít ambice ohrozit postavení TV Nova na trhu). Zároveň ale o Fričové psal Šmíd jako o profesionálovi ve svém oboru. Pod vedením Fričové se TV Prima profilovala jako rodinný program kladoucí důraz na pořady pro ženy. Pozdější opuštění tohoto jasně určeného zaměření Fričová ještě v roce 2008 (v době svého působení ve vedení ČT) považovala za problematické i přímo pro Primu.

### Od roku 2000
V roce 2000 se o Fričové hovořilo jako o možné nové generální ředitelce ČT. Zpětně se o Fričové jako o své preferované kandidátce do této funkce v dokumentu Bezesné noci vyjádřila např. tehdejší členka Rady ČT Jana Dědečková. V rámci volby se Fričová společně s pěti dalšími kandidáty dostala až do finále, ředitelem veřejnoprávní televize se ale nakonec v prosinci 2000 stal Jiří Hodač, jehož zvolení bezprostředně předcházelo krizi v této instituci. Po tomto neúspěchu začala roku 2001 působit v mediální skupině Lagardere Active Česká republika, kde řídila obchodní zastupitelství Regie Radio Music a rozhlasové stanice Frekvence 1 a Evropa 2. Skupinu Lagardere Fričová opustila na začátku května 2005.
V březnu roku 2004 získala společnost United Teleshop spoluvlastněná Fričovou licenci k provozování nové televizní stanice Top TV, která zahájila vysílání v následujícím roce; investorem projektu byl Karel Komárek, majitel Moravských naftových dolů. Fričová v roce 2005 kromě Top TV rovněž spolu s regionálními vysílateli z Brna, Hradce Králové, Českých Budějovic a Pelhřimova, kteří do konce roku 2004 spolupracovali s TV Nova, připravovala projekt informačně-zábavní televize s regionální vstupy Regio. Top TV, která byla první celoplošně dostupnou českou stanicí specializovanou na vysílání teleshoppingu v různých podobách, ukončila své vysílání v létě 2007. V té době měla stanice dluhy ve výši desítek milionů korun.
Ve stejném roce se Fričová vrátila do ČT, kde se stala součástí managementu Jiřího Janečka jako programová ředitelka, podílející se na rozhodování o financování a vysílání jednotlivých programových formátů. V souvislosti s tehdejším pokročilým přechodem na vysílání ve formátu DVB-T Fričová zahájila proces stěhování sportovních pořadů z analogově dostupné ČT2 na specializovanou stanici ČT4 (pozdější ČT sport). Rovněž Události, komentáře se přesunuly z druhého programu na zpravodajskou ČT24, sama Fričová byla ale zastánkyní přítomnosti zpráv i ve večerním programu ČT2 (oproti Událostí, komentářům s pevným začátkem ve 22:30 v roce 2009 preferovala vysílání zpravodajské relace s pohyblivým začátkem po skončení prvního nebo druhého pořadu v hlavním vysílacím čase).
Fričová byla ve funkci programové ředitelky ČT opakovaně kritizována Asociací režisérů a scenáristů, se kterou se podle svých slov z prosince 2009 např. nedohodla na provozovacích honorářích za reprízy odvysílaných děl. Na pozici ve vedení ČT skončila v roce 2010. O Fričové se místo toho hovořilo jako o možné nové vedoucí programu ČT2, pro tuto pozici ale nakonec vybral Jiří Janeček bývalého divadelního ředitele Jana Mrzenu, který předsedal Radě ČT v době, kdy zvolila Janečka do funkce generálního ředitele ČT.
Po odchodu z ČT začala Fričová působit na akademické půdě. Na své domovské FAMU přednášela o mediálním managementu, v roli odborné lektorky k březnu 2023 působila též na Vyšší odborné škole publicistiky. Zemřela 24. července 2024 ve věku 70 let po dlouhodobých zdravotních komplikacích.

## Osobní život
Fričová byla provdaná za vnuka botanika a cestovatele Alberta Vojtěcha Friče. Syn Fričové Vojtěch Frič je televizní a filmový producent, jehož firma FRAME100R na přelomu první a druhé dekády 21. století např. vyráběla pořady Krotitelé dluhů a Auto Moto Styl vysílané na ČT nebo se podílela na produkci pořadu Vizita pro TV Nova. Měla předky z Francie.
Ve volném čase příležitostně hrála pétanque a bowling. Podle svých slov začala kouřit ve svých 13 letech, roku 2010 po svém pokusu o zanechání kouření označila život bez cigaret za „smutný“. Umírání v nepříliš vysokém věku je pro její rodinu podle ní typické.